# وازگن کاراخانیان
وازگن غوکاسی کاراخانیان (ارمنی: Վազգեն Ղուկասի Կարախանյան؛ زادهٔ ۵ اوت ۱۹۴۶) یک سیاستمدار اهل ارمنستان است که از تاریخ ۲۰۰۳ تا تاریخ ۲۰۱۲ و بار دیگر از تاریخ ۲۰۱۴ تا تاریخ؟ سمت نمایندگی دوره‌های سوم تا پنجم مجلس ملی جمهوری ارمنستان را برعهده داشت.

## زندگی‌نامه
در ۵ اوت ۱۹۴۶ در استان اصفهان به دنیا آمد  .